# Cynanchum andringitrense
Cynanchum andringitrense är en oleanderväxtart som beskrevs av Choux. Cynanchum andringitrense ingår i släktet Cynanchum och familjen oleanderväxter. Inga underarter finns listade i Catalogue of Life.